# Tičarjev dom na Vršiču
A Tičarjev dom na Vršiču egy 1620 méter magasan levő alpesi ház, mely rögtön az út mellett áll a Vršič hágónál. Eredetileg 1912. augusztus 4-én nyitották meg mint Szlovén házat. A mostani ház a régi alapjaira épült és 1966. július 31-én nyitották meg. Nevét dr. Josip Tičar után kapta, aki a Ljubljanai Hegymászó Egyesület elnöke és a Szlovén Hegyimentő Egyesület egyik alapítója volt. Jelenleg a Jesenicei Hegymászó Egyesület tartja rendben.

## Hozzáférés
- 12 km Kranjska Gora-ból, a 206-os autóúton északról
- 12 km Log v Trenti faluból (Bovec), a 206-os autóúton délről
- 3h: Dom v Tamarju (1108 m) alpesi háztól, a Grlón keresztül
- 3½h: Dom v Tamarjutól, a Slemén keresztül
- ¼h: Erjavčeva koča na Vršiču alpesi háztól (1525 m)
- 2h: a Soča forrásától (886 m)

## Átjárás
- 6-7h: a Pogačnikov dom na Kriških podih (2050 m) alpesi házig, a Szlovén hegyi ösvényt követve
- ¼h: a Poštarski dom na Vršiču (1688 m) alpesi házig a Vršičen
- 4h: a Zavetišča pod Špičkom (2064 m) hegyi menedékig

## Közeli hegycsúcsok
- 7h: Jalovec (2645 m), a Transzverzálán
- 2h: Mala Mojstrovka (2332 m), déli oldal
- 2½h: Mala Mojstrovka (2332 m), északi oldal
- 4h: Prisojnik (2547 m), a déli oldalról
- 6h: Razor (2601 m), a Prisojnik déli oldalán keresztül
- 1½h: Slemenova špica (1911 m)

## Külső hivatkozások
- Tičarjev dom - Hribi.net
- Jesenicei Hegymászó Társaság
- Tičarjev dom na Vršiču - prosta delovna mesta (Planinska zveza Slovenije)